# Фольварк-Рацьонж
Фольварк-Рацьонж (пол. Folwark-Raciąż) — село в Польщі, у гміні Рацьонж Плонського повіту Мазовецького воєводства.
Населення — 97 осіб (2011).
У 1975-1998 роках село належало до Цехановського воєводства.

## Демографія
Демографічна структура станом на 31 березня 2011 року:
|          | Загалом | Допрацездатний вік | Працездатний вік | Постпрацездатний вік |
| -------- | ------- | ------------------ | ---------------- | -------------------- |
| Чоловіки | 46      | 11                 | 32               | 3                    |
| Жінки    | 51      | 13                 | 28               | 10                   |
| Разом    | 97      | 24                 | 60               | 13                   |